# Николай Нанков (политик)
Николай Нанков Нанков е български политик от ГЕРБ, експерт по регионално развитие, народен представител, председател на Комисията по регионална политика, благоустройство и местно самоуправление в XLIX НС, министър на регионалното развитие и благоустройството в периода 4 май 2017 г.- 20 септември 2018 г.

## Образование
Роден 19 декември 1983 г. в Априлци. Николай Нанков завършва средното си образование в Плевен. Следва география и геология, а след това и магистратура по регионално развитие и управление в Софийския университет „Св. Климент Охридски.

## Биография
Започва професионалната си кариера с в частния бизнес, където се занимава с разработване, управление и изпълнение на проекти, финансирани от Европейския съюз. С решение № 683 на Министерския съвет от 19 август 2009 г. е назначен за Областен управител на област Ловеч.
Със заповед на Министерския съвет от 27 септември 2011 г. е назначен за Заместник-министър на регионалното развитие и благоустройството (МРРБ) в Първото правителство на Бойко Борисов. Остава на поста и във Второто и Третото правителства на Бойко Борисов. На 4 май 2017 е назначен за Министър на регионалното развитие и благоустройството, какъвто остава до 4 май 2017 г. Избиран е за Народен представител от 11 МИР – Ловеч в 42, 43, 44, 45, 46, 47, 48, 49, 50 и 51 Народни събрания. Национален координатор на ГЕРБ.
Заемал е и следните длъжности:
- Член е на Комитета за наблюдение на ОП „Регионално развитие“ 2007 – 2013 г.[8]
- Член на Комитета за наблюдение на ОП „Околна среда 2014 – 2020“.[9]
- Заместник-председател на Съвета по децентрализация на държавното управление.[10]
- Председателстващ Обществения консултативен съвет по въвеждане на ТОЛ Системата.[11]